# Eksternalizm
Eksternalizm – pogląd w epistemologii dotyczący wiedzy, według którego podmiot posiadający wiedzę nie musi być świadomy racji uzasadnienia jej. Jako stanowisko powstał po II wojnie światowej. Jego przeciwieństwem jest internalizm. Istnieje także pojęcie Eksternalizmu semantycznego (w teorii znaczenia i filozofii umysłu), jego najwybitniejszymi przedstawicielami są Hilary Putnam i Tyler Burge.